# Guendune Rinpoché
 (août 2018).
Guendune Rinpoché aussi appelé Lama Guendune est un maître tibétain de l'école karma-kagyu du bouddhisme tibétain. Il est né le 5 avril 1917 ou en 1918 selon les sources à Nangchen au Tibet oriental, dans la région du Kham, et est mort le 31 octobre 1997 au Bost  en Auvergne. 

## Biographie
Lama Guendune aspire à la spiritualité dès son enfance. Rinpoché parle ainsi de cette période : « Bien que je n'eusse reçu aucune éducation religieuse, tout mon esprit aspirait au saint Dharma. J'observais la vie que menaient mes parents, des gens simples et droits. Mais les voyant soucieux seulement de cette existence, je me disais : Toutes les préoccupations liées au monde sont inutiles et sans lendemain. Que se passera-t-il après la mort ? Une vie ordinaire ne crée rien de bon, elle ne peut conduire qu'à la souffrance. »
Vers l'âge de sept ans, Lama Guendune commence donc son apprentissage de la vie monastique. Il reste des années à apprendre à méditer auprès des maîtres qui restaient au monastère. Il n'aspire qu'aux pratiques du Vajrayana, la voie rapide pour atteindre l’éveil.
À 17 ans, il reçoit l'ordination monastique et fait la traditionnelle retraite de trois ans et trois mois à l’âge de 21 ans.
Il atteint de nombreuses réalisations spirituelles. Après sa retraite de trois ans, il reste plusieurs années encore au monastère de Khyodrag en retraite solitaire pour mener à son terme sa méditation. 
En 1959, l'occupation militaire chinoise du Tibet contraint de nombreux lamas à fuir. Guendune Rinpoché part et gagne l'Inde sans être inquiété. Il se rend auprès du 16e Karmapa, chef spirituel de l'école Karma Kagyu. Il reçoit la direction d'un monastère au Bhoutan. Le 16e Karmapa l'autorise à résider chez un bienfaiteur au Bengale, où Guendune Rinpoché demeure en retraite pendant une douzaine d'années.
En 1974, le 16e Karmapa aurait dit à Rinpoché : « Je vais me rendre en Europe et en Amérique. Les Occidentaux, en dépit de leur bien-être matériel, sont ignorants du Dharma, et de ce fait connaissent beaucoup de souffrances dues aux perturbations mentales qui agitent leur esprit, orgueil, jalousie, désir, haine... Seule une spiritualité authentique peut porter remède à leurs souffrances. Si les conditions sont réunies pour la propagation du Mahayana (la voie de celui qui voue sa vie à autrui), c'est toi qui seras chargé de te rendre en Europe pour le diffuser. Il n'y a rien à débattre, je connais les signes ; je sais que tu es un lama qui a mené sa pratique jusqu'à son terme. Le temps est venu pour toi d'accomplir le bien des autres. [...] Tu vas donc t'installer en Europe. Ne sois pas inquiet. Tu as le karma nécessaire à l'accomplissement de cette tâche. Le temps est venu pour toi de le mettre en œuvre. Je suis le Karmapa ; si tu as un tant soit peu foi dans le nom de Karmapa, tu dois croire mes paroles », conclut-il en riant[réf. souhaitée].
Lama Guendune Rinpoché arrive en France en août 1975. Il voyage dans la plupart des pays d'Europe. Il fonde le centre de Dhagpo Kagyu Ling en Dordogne qui devient un centre important de transmission du Dharma. En 1984, il fonde le monastère bouddhiste du Bost Dhagpo Kundreul Ling à Biollet, et Laussedat en Auvergne avec ses centres de retraite de trois ans, trois mois et trois jours, ses ermitages monastiques et son grand temple. Selon Frédéric Lenoir, c'est « le plus grand lieu de « grandes retraites » et de vie monastique bouddhiste en Occident ». Il y forme de nombreux lamas occidentaux : « plusieurs centaines de Français, mais aussi de Britanniques, d'Allemands, de Suédois, d'Américains, de Brésiliens et d'Australiens ». Karme Dharma Chakra a été la première congrégation monastique non-chrétienne reconnue par l'État français. L'activité incessante de Guendune Rinpoché permet la création de plus de 40 centres à travers la France (les centres Karma Teksoum Tcheuling)
Il décède le 31 octobre 1997 dans sa chambre au Bost en Auvergne.

## Sources
- Site internet de Dhagpo Kundreul Ling

1. ↑  Dominique Lormier, Histoires extraordinaires de miracles et d'apparitions, 2019, 224 p. (ISBN 979-10-285-1526-3, lire en ligne), p. 234.
2. ↑  Suzanne Boireau-Tartarat, Promenades spirituelles en Périgord, 2013, 336 p. (ISBN 978-2-226-29027-4, lire en ligne), p. 234.
3. 1 2  Frédéric Lenoir, La rencontre du bouddhisme et de l'Occident, Fayard, 1999. Chap. IV.